# Bitburg Air Base
Pour les articles homonymes, voir BBJ.
Bitburg Air Base (code IATA : BBJ • code OACI : EDRB) est une ancienne base aérienne de l'USAFE située à proximité de la ville de Bitburg en Allemagne, aujourd'hui fermée.

## Historique

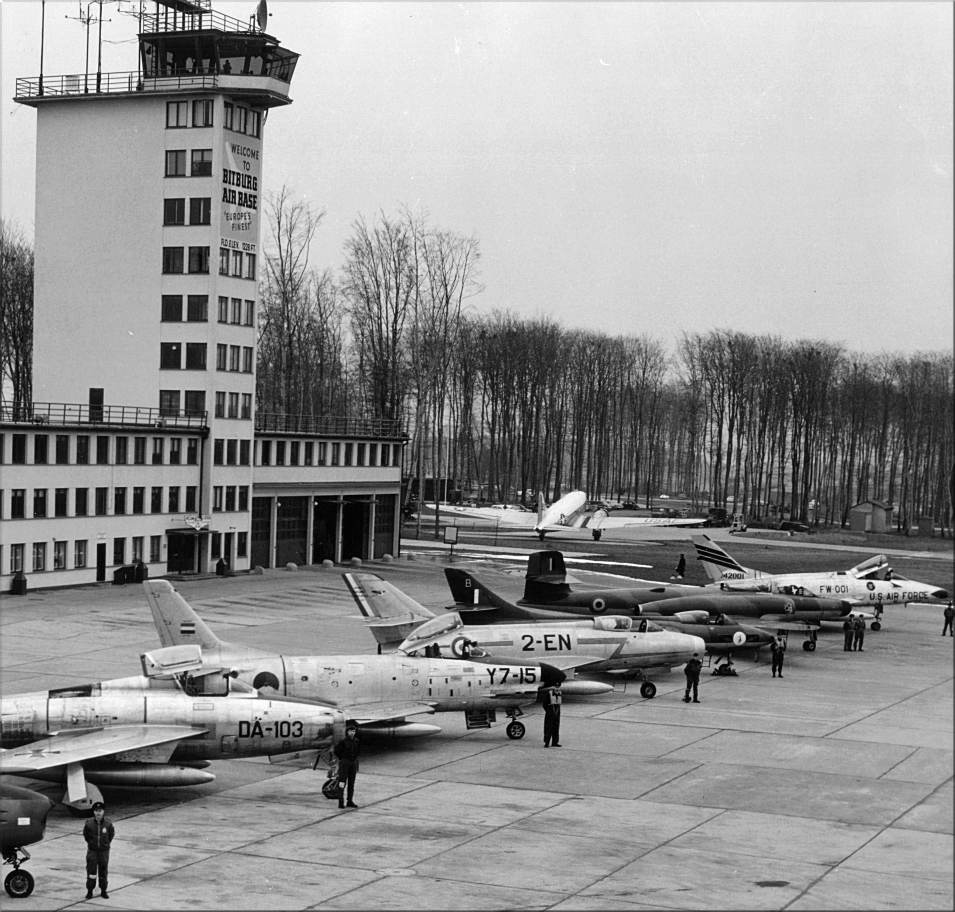
Avions de l'OTAN devant la tour de contrôle de Bitburg Air Base en Allemagne de l'Ouest en 1959 : de gauche à droite, le nez d'un Canadair Sabre canadien, un F-84F Thunderstreak de la Luftwaffe ouest-allemande, un North American F-86K Sabre de la Koninklijke Luchtmacht néerlandaise, un Dassault Mystère IV de l'armée de l'air française, un Hawker Hunter de la Royal Air Force britannique, un Avro CF-100 Canuck de la Royal Canadian Air Force, un North American F-100C Super Sabre du 36th Tactical Fighter Wing, 22nd TFS de l'USAF et en arrière-plan un Douglas C-47 Skytrain.

Elle fut construite par l'armée française en contrat avec l'USAF en 1951 et restituée aux autorités allemandes en 1994. Depuis 1997, elle est devenue un aéroport civil.
Le 36th Fighter Wing, unité principale de la base, volait sur F-15 à sa fermeture.

## Liens externes

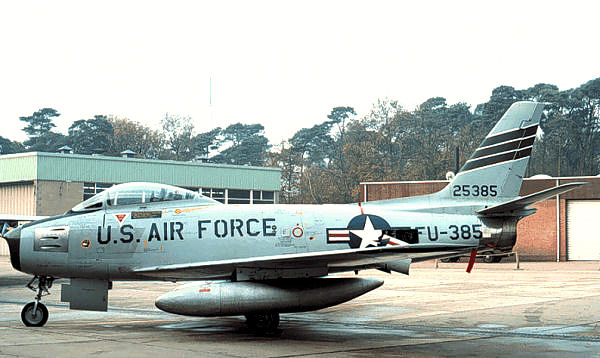
F-86F du 36th FDW à Bitburg AB en 1955.